# Tomasz Markiewka
Tomasz Szymon Markiewka (ur. 1986) – polski filozof, publicysta i tłumacz.

## Życiorys
Pochodzi ze Złotnik Kujawskich. Ukończył naukę w III Liceum Ogólnokształcące w Inowrocławiu oraz filozofię i filologię polską na Uniwersytecie Mikołaja Kopernika w Toruniu, gdzie wykłada, i gdzie w 2015 obronił doktorat z dyscypliny literaturoznawstwo, pt. Interpretacja dzieła literackiego: filozofia, teoria, praktyka. Analiza wybranych dwudziestowiecznych koncepcji teoretycznych pod kierunkiem Andrzeja Stoffa, zaś w 2017 doktorat z dyscypliny filozofia pt. Filozoficzny kontekst języka polityki na przykładzie neoliberalizmu, pod kierunkiem Andrzeja Szahaja. Naukowo zajmuje się analizą polskiego kapitalizmu, teorią interpretacji, a także współczesną filozofią kultury oraz polityki.
Publikuje na łamach Nowego Obywatela, Tekstów Drugich, Przeglądu Humanistycznego, Diametrosa i Krytyki Politycznej, a także portalu OKO.press. Jest autorem przekładów książek takich jak m.in.: Społeczeństwo, w którym zwycięzca bierze wszystko (2017) Roberta H. Franka i Philipa J. Cooka, Rozum w sztuce George’a Santayany i Autorytet demokracji Davida Estlunda.

## Publikacje
- Literaturoznawczy spór o interpretację. Analiza wybranych dwudziestowiecznych koncepcji teoretycznych, Toruń: Wydawnictwo Naukowe Uniwersytetu Mikołaja Kopernika, 2016, ISBN 978-83-231-3566-1.
- Język neoliberalizmu. Filozofia, polityka i media, Polityka w Kulturze, Toruń: Wydawnictwo Naukowe Uniwersytetu Mikołaja Kopernika, 2017, ISBN 978-83-231-3913-3.
- Gniew, Wydawnictwo Czarne, 2020, ISBN 978-83-8191-032-3.
- Zmienić świat raz jeszcze. Jak wygrać walkę o klimat, Wydawnictwo Czarna Owca, 2021, ISBN 978-83-8143-557-4.
- Nic się nie działo. Historia życia mojej babki, Wydawnictwo Czarne, 2022, ISBN 978-83-8191-519-9.
- Lewica dla opornych, Wydawnictwo RM, 2022, ISBN 978-83-8151-288-6.

## Przekłady
- Bińczyk E., Derra A. (red.), Studia nad nauką i technologią. Wybór tekstów, Polityka w Kulturze, Toruń: Wydawnictwo Naukowe Uniwersytetu Mikołaja Kopernika, 2014, ISBN 978-83-231-3348-3
- Bayle P. i inni, Słownik historyczny i krytyczny: wybór: Leukippos, manichejczycy, Pyrron, Spinoza, Zenon: wyjaśnienia, Klasyka Filozofii, Toruń: Wydawnictwo Naukowe Uniwersytetu Mikołaja Kopernika, 2014, ISBN 978-83-231-3386-5.
- Santayana G. i inni, Rozum w sztuce, Klasyka Filozofii, Toruń: Wydawnictwo Naukowe Uniwersytetu Mikołaja Kopernika, 2015, ISBN 978-83-231-3391-9
- Fast P., Markiewka T., Pisarska J. (red.), Reguły gier. Między normatywizmem a dowolnością w przekładzie, Studia o przekładzie, Katowice: Śląsk, 2016, ISBN 978-83-7164-927-1
- Kant I., List do Johanna Ericha Biestera [z 8 czerwca 1781 roku] (przełożył i opracował Tomasz Markiewka), „Studia z Historii Filozofii”, 7 (1), 2016, s. 71, DOI: 10.12775/szhf.2016.006
- Grygieńć J., Skinner Q. (red.), Quentin Skinner: metoda historyczna i wolność republikańska, Toruń: Wydawnictwo Naukowe Uniwersytetu Mikołaja Kopernika, 2016, ISBN 978-83-231-3562-3, OCLC on1051773543
- Frank R.H., Cook P.J., Markiewka T.S., Społeczeństwo, w którym zwycięzca bierze wszystko. Dlaczego garstka najbogatszych posiada o wiele więcej niż reszta z nas, Polityka w Kulturze, Toruń: Wydawnictwo Naukowe Uniwersytetu Mikołaja Kopernika, 2017, ISBN 978-83-231-3831-0.
- Bloom P., Rhodes C., Markiewka T.S. (red.), Świat według prezesów. Jak korporacje kontrolują nasze życie?, Wydanie I, Warszawa: PWN, 2019, ISBN 978-83-01-20677-2
- Estlund D.M., Autorytet demokracji. Ujęcie filozoficzne, Wydawnictwo Naukowe Uniwersytetu Mikołaja Kopernika, 2019, ISBN 978-83-231-4219-5
- Žižek S., Markiewka T.S., Kłopoty w raju. Od końca historii do końca kapitalizmu, Wydanie I, Warszawa: Wydawnictwo Czarna Owca, 2021, ISBN 978-83-8143-608-3.
- Lucassen J., Markiewka T.S., Historia pracy. Nowe dzieje ludzkości, Wydanie I, Kraków: Znak Horyzont, 2023, ISBN 978-83-240-8871-3.
- Eig J., Markiewka T.S., King, Wydanie I, Kraków: Znak Horyzont, 2024, ISBN 978-83-240-8958-1.

## Wyróżnienia
- 2023: Nominacja do Nagrody Literackiej „Nike” za Nic się nie działo. Historia życia mojej babki (2022)[12].
- 2024: Nagroda Prezydenta Miasta Torunia w kategorii Kultura[13].